# Catherine de Smet
Catherine de Smet est une historienne de l’art et critique française dont le champ d‘application est plus particulièrement le design graphique. Elle est docteur de l’École des hautes études en sciences sociales et, depuis le 4 mai 2011, chevalier dans l’Ordre des Arts et des Lettres. Elle a publié de nombreux essais sur la création graphique des XXe et XXIe siècles, et le livre en relation avec l’art ou l’architecture, a codirigé des ouvrages collectifs et assuré le commissariat de plusieurs expositions.
Elle est professeur à l’université Paris VIII. Elle a enseigné l’histoire du graphisme à l’École supérieure d'art et de design d'Amiens ainsi qu'à l’Ecole Européenne Supérieure d'art de Bretagne à Rennes, où elle a contribué au développement de programmes de recherche dédiés au design graphique. Elle a également enseigné l'histoire du graphisme à l’ENSAD jusqu'en 2013.

## Décoration
Catherine de Smet a été faite chevalier dans l’Ordre des Arts et des Lettres par Frédéric Mitterrand, ministre de la culture, le 4 mai 2011, aux côtés de François Alaux, Hervé de Crécy et Ludovic Houplain. Lors de cette même cérémonie, Étienne Robial et Peter Knapp ont reçu la distinction d'officier dans l’Ordre des Arts et des Lettres.

## Ouvrages
- Paris Couleurs. Gérard Ifert Ektachormes 1953-1954, B42, 2019

- Le Corbusier penseur du musée, Flammarion, 2019

- Études sur le collectif Grapus, 1970-1990 ...Entretiens et archives, codirigé avec Béatrice Fraenkel, B42, 2016

- Pour une critique du design graphique, dix-huit essais, B42, 2012, nouvelle édition 2020, comprenant les articles :

1. Pour une histoire de l’art en zigzag
2. Pussy Galore et Bouddha du futur. Femmes, graphisme, etc.
3. La photographie illustrée. Les «Enfants du monde» de Dominique Darbois initialement paru dans Back Cover, n°2, B42, été 2009, p.50-55
4. Habiller le jazz
5. Jeu de piste. Archives et collections
6. Histoire d’un rectangle rayé. Jean Widmer et le logo du Centre Pompidou  initialement paru dans Les Cahiers du Musée national d'art moderne, n° 89, octobre 2004
7. Le cosmonaute. Wim Crouwel en apesanteur
8. Dessiner les livres. Notes sur le travail de Philippe Millot initialement paru dans étapes, n°115, Pyramid, décembre 2004,
9. Alternormalisme. L’esthétique organisationnelle de Norm  initialement paru dans Les Cahiers du Musée national d'art moderne, n° 89, octobre 2004
10. Apprendre et désapprendre Graphisme en France 2008-2009, Centre National des Arts Plastiques, ministère de la Culture, 2008
11. Graphisme d’inutilité ludique. (Pourquoi j’aime le travail de Vier5) initialement paru dans Marie Louise, n°3, F7, novembre 2006, p.2-7
12. Cox et le codex, ou l’enfance du livre initialement paru dans CoxCodex, Paul Cox (dir.), Éditions du Seuil, 2004, p.276-281
13. Relier le monde. Thomas Hirschhorn et l'imprimé  initialement paru dans Les Cahiers du Musée national d'art moderne, n° 72, été 2000, p. 37-55.
14. Logos. Les identités visuelles de Wim Delvoye initialement paru dans Fabrica, catalogue de l’exposition de Wim Delvoye, Prato/Gand, C. Arte/Recta Publishers, octobre 2003
15. Notre livre (France) initialement paru dans Graphisme en France 2003, Délégation aux arts plastiques, Ministère de la culture, janvier 2003
16. Je suis un livre. À propos de S, M, L, XL, de Rem Koolhaas et Bruce Mau  initialement paru dans Les Cahiers du Musée national d'art moderne, n° 68, été 1999, p. 94-111
17. La «piste verte». Les Plans de Paris de Le Corbusier  extrait de Le Corbusier, un architecte et ses livres,  Lars Müller Publishers, 2005
18. Graphistes et architectes. Quelques épisodes récents d’une histoire ancienne initialement paru dans Back Cover, n°4, B42, hiver/printemps 2011, p.8-13

- Graphic Design: History in the Writing (1983 - 2011), codirigé avec Sara de Bondt, Occasional Papers, 2012

- Vers une architecture du livre. Le Corbusier, édition et mise en pages, 1912-1965, Lars Müller Publishers, 2007

- Wim Crouwel. Architectures typographiques, codirigé avec Emmanuel Bérard et Alexandre Dimos, F7, 2007

- Le Corbusier, un architecte et ses livres,  Lars Müller Publishers, 2005